# 聖基道霍主教座堂 (貝爾福)

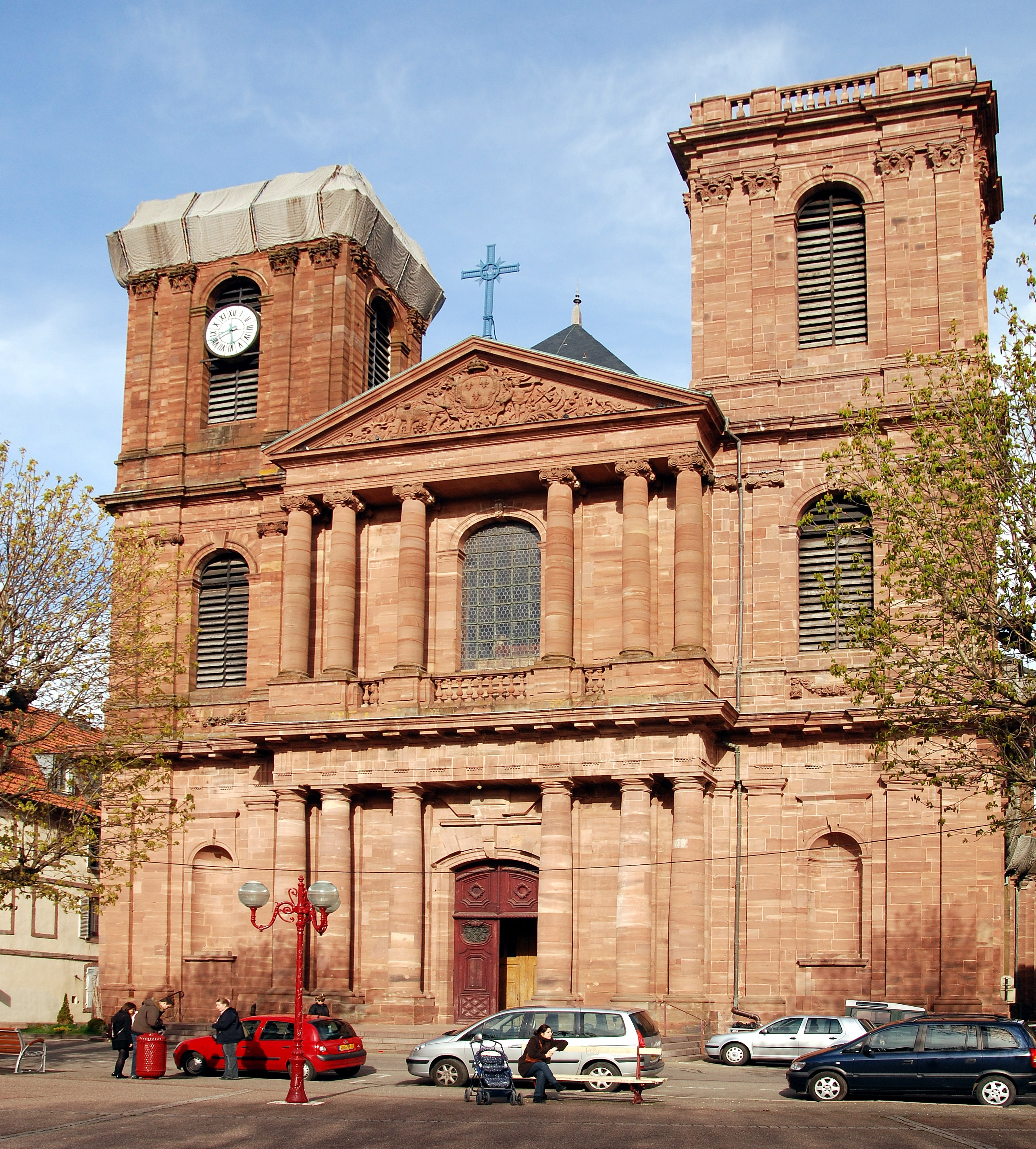
立面

貝爾福聖基道霍教座堂 (Cathédrale Saint-Christophe de Belfort)是天主教貝爾福-蒙貝利亞爾教區的主教座堂，位于法国貝爾福，1930年成为法国历史古迹。
目前的红色砂岩建筑建于1727-1750年（北侧钟楼建成于1845年），出资者为商人亨利·舒勒，他的儿子后来担任此处神父。
1979年，天主教貝爾福-蒙貝利亞爾教區从贝桑松总教区分出，该堂升格为主教座堂。